# Bataille de Heavenfield
La bataille de Heavenfield se déroule en 634 et oppose l'armée northumbrienne d'Oswald de Bernicie aux Gallois de Cadwallon ap Cadfan, roi de Gwynedd. L'affrontement se solde par une victoire décisive d'Oswald.
Les Annales Cambriae la datent de 631, sous le nom de Bellum Cantscaul. Bède le Vénérable l'appelle bataille de Denisesburna, près de Hefenfelth.
Le site de la bataille est aujourd'hui marqué par une croix de pierre. L'église édifiée au sommet d'une colline proche marque l'endroit où Oswald aurait brandi son étendard.

## Contexte
Cadwallon de Gwynedd s'est allié au roi de Mercie Penda pour envahir la Northumbrie. Le 12 octobre 633, cette coalition inattendue entre un roi chrétien d'origine bretonne et un roi païen d'origine saxonne remporte la bataille de Hatfield Chase. Le roi Edwin de Northumbrie est tué au combat et les royaumes de Bernicie et de Deira, qu'il a unifiés, se séparent à nouveau. Eanfrith, exilé sous le règne d'Edwin, devint roi de Bernicie, tandis qu'un cousin d'Edwin, Osric, monta sur le trône de Deira.
Le règne d'Eanfrith est bref : il est tué alors qu'il tentait de négocier la paix avec Cadwallon. D'après Bède, Osric est tué par Cadwallon alors qu'il tentait de l'assiéger. Le frère d'Eanfrith, Oswald, rentre alors de son exil de dix-sept ans au Dál Riata pour prendre la couronne. Il doit rapidement lever une armée pour affronter Cadwallon qui continue à ravager la région.

## La bataille

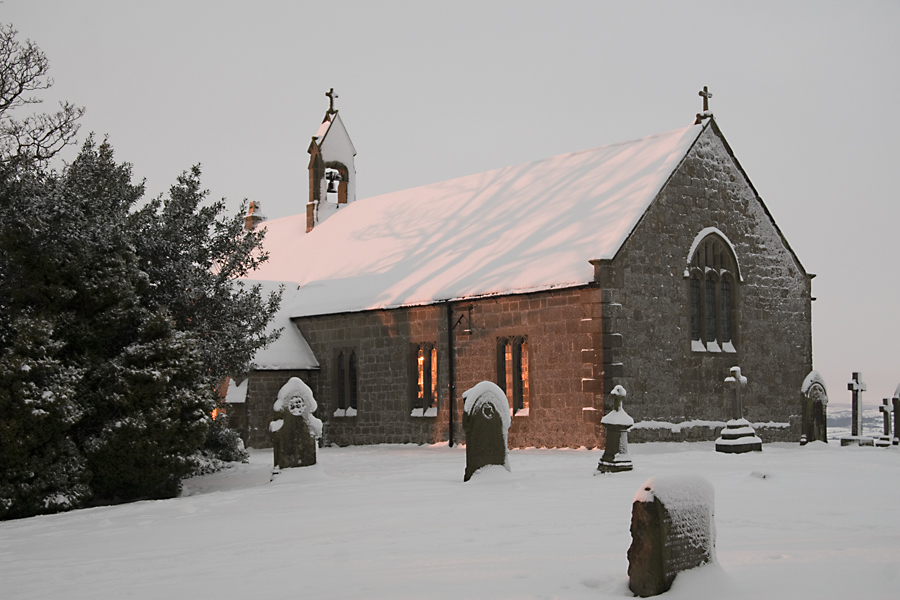
L'église saint-Oswald de Heavenfield.

Les troupes galloises progressent apparemment vers le nord en suivant Dere Street à partir d'York. Oswald, peut-être accompagné de troupes scots, se retranche derrière le mur d'Hadrien, à six kilomètres au nord de Hexham. La nuit précédant la bataille, Oswald aurait eu une vision de saint Colomba qui lui aurait prédit la victoire. Oswald place son armée face à l'est, les flancs protégés par Brady's Crag au nord et par le mur d'Hadrien au sud. D'après Bède, il fait ériger une croix et prie pour la victoire aux côtés de ses troupes en un lieu appelé Hefenfelth, « le champ céleste ».
Bède affirme que les Gallois sont supérieurs en nombre. Néanmoins, forcés d'attaquer depuis l'est sur un front étroit, ils se font enfermer et ne peuvent déborder les troupes northumbriennes. Le front gallois finit par céder et ces derniers s'enfuient vers le sud, pourchassés par les Northumbriens qui font des ravages dans leurs rangs. Selon Bède, Cadwallon est rattrapé et tué en un endroit appelé Denisesburna (« ruisseau de Denis », l'actuel Rowley Burn (en)). La bataille constitue une victoire décisive pour Oswald.

## Conséquences
Après la bataille, Oswald réunifie la Bernicie et le Deira, devenant roi de toute la Northumbrie. Pour Bède, la bataille est importante pour le rétablissement du christianisme en Northumbrie : durant son court règne, Oswald œuvre en faveur de la christianisation de son pays. Il est tué après huit ans de règne à la bataille de Maserfield, contre Penda de Mercie. Son frère Oswiu lui succède.